# Kein Engel so rein
Kein Engel so rein (englisch: City of Bones) ist der 11. Roman des US-amerikanischen Krimi-Autors Michael Connelly, der 8. Roman der Harry-Bosch-Serie. Er erschien 2002 (auf Deutsch 2003). Das Buch bekam 2003 den Anthony Award in der Kategorie „Bester Roman“ und den Barry Award ebenfalls in der Kategorie „Bester Roman“.

## Handlung
Am Neujahrstag 2002 gräbt ein Hund einen Knochen im Gebüsch des Laurel Canyon nahe der Wonderland Avenue aus und apportiert ihn brav seinem Besitzer. Dieser, seine Zeichens Arzt, sieht sofort, dass es sich um einen menschlichen Knochen handelt und alarmiert die Polizei. Harry Bosch hat Dienst am Feiertag und übernimmt den Fall. Es stellt sich heraus, dass ein etwa 13-jähriger Junge ermordet wurde. Bei der Untersuchung der Knochen stellt der Forensiker des LAPD fest, dass der Junge von klein auf immer wieder schwer misshandelt worden war.
Als Bosch in die Wonderland Avenue kommt, sind schon Streifenpolizisten da. Zwischen der Polizistin Julia Brasher, neu bei der Polizei, und Harry Bosch knistert es. Bosch leiht sich unter einem Vorwand Brashers Taschenlampe aus, um einen Grund zu haben sie wiederzusehen. Aus dem Knistern wird binnen weniger Tage eine Liebschaft, obwohl die Regeln des LAPD eigentlich Beziehungen zwischen verschiedenen Rängen untersagen. Bosch ist Detective III und damit fünf Ränge über Julia Brasher. Aber Bosch ist die sich rasend schnell verbreitende Gerüchteküche im LAPD im Grunde egal; er ist von Julia Brasher fasziniert.
Bosch durchsucht Datenbanken nach Vorstrafen von Bewohnern der Wonderland Avenue und wird tatsächlich fündig: Nicholas Trent, ein Szenendekorateur, war 1966 wegen sexueller Belästigung von Kindern verurteilt worden. Bosch und sein Partner Edgar vernehmen Trent, der seine Unschuld beteuert. Als die beiden Detectives das Haus von Trent verlassen, werden sie von einer Horde von Journalisten bedrängt. Am selben Abend sendet Channel 4 einen Bericht, in dem die Vorstrafe von Trent öffentlich gemacht und er des Mordes beschuldigt wird. Trent begeht daraufhin Selbstmord. Ein Detective des LAPD hatte Channel 4 die Information über Trents Vorstrafen zugespielt. Bosch entlarvt den Leaker. Irvin Irving, der Deputy Chief der Polizei von Los Angeles, würde es gerne sehen, dass Trents Selbstmord als Beweis seiner Schuld gewertet wird, um einen Skandal wegen der Indiskretion zu vermeiden. Bosch wehrt sich gegen dieses Ansinnen, denn er ist keineswegs davon überzeugt, dass Trent den Jungen umgebracht hat.
Nach einem öffentliche Aufruf meldet sich eine Sheila Delacroix und es stellt sich heraus, dass ihr Bruder Arthur Delacroix tatsächlich der ermordete Junge war. Bosch und Edgar verdächtigen den Vater. Um den Verdacht zu erhärten, möchten sie mit einem Jugendfreund von Arthur Delacroix sprechen, einem Johnny Stokes, mittlerweile ein Kleinkrimineller. Als sie sich Stokes nähern, der in einer Waschanlage arbeitet, flieht er. An der Verfolgung sind auch weitere Polizisten beteiligt, darunter Julia Brasher. Sie stellt den Flüchtigen. Bei der Verhaftung greift sie zu ihrer Waffe. Ein Schuss fällt – Julia Brasher schießt sich in die Schulter, die Kugel prallt an einem Knochen ab und verletzt ihr Herz. Bosch kommt hinzu, kann aber nicht genau erkennen, was passiert ist. Er versucht die Blutung an Julias Wunde zu stoppen. Auf dem Transport ins Krankenhaus stirbt sie. Nur zwei Tage später findet ihre Beerdigung statt.
Da die Vernehmung von Johnny Stokes keine weiteren Hinweise ergab, erwirken Bosch und Edgar einen Durchsuchungsbefehl für den Trailer des Vaters von Arthur, Samuel Delacroix. Er bekennt sich sofort zu der Tat. Doch Bosch kommen Zweifel, ob das Geständnis stimmt. Als er spät in der Nacht den Trailer nochmals durchsuchen möchte, trifft er auf Sheila. Er entdeckt Fotos, die zeigen, dass der Vater die Tochter missbraucht hatte. Bosch konfrontiert Sheila damit und sie gibt zu, dass sie es war, die ihren kleinen Bruder geschlagen hatte, nicht der Vater. Der Vater war also nicht der Mörder; er hat das Geständnis abgelegt, weil er meinte, seine Tochter hätte ihren Bruder erschlagen, und aus Schuldgefühl wollte er sie schützen.
Die Ermittlungen stehen wieder am Anfang. Bosch und Edgar versuchen systematisch herauszufinden, wer 1980 in der Wonderland Avenue gewohnt hat. Dabei entdeckt Bosch, dass Johnny Stokes dort zeitweise bei einer Familie untergebracht war und das Skateboard von Arthur Delacroix hatte. Die Polizei findet heraus, dass sich Stokes in einem verlassenen Hotelgebäude aufhält und will ihn dort festnehmen. Bei der Festnahme wird Stokes erschossen. Der einzige Polizist, der einen Schuss abgegeben hat, war der Partner von Julia Brasher.
Bosch erwartet, dass er nach diesem Fall in den Ruhestand gezwungen werden könnte. Am 12. Januar 2002 wird Bosch jedoch von Vize-Chef Irving aus der Hollywood-Division zurück in die Zentrale des LAPD im Parker Center in Downtown Los Angeles befördert. Irving sagt, dies würde es ihm ermöglichen, ein genaueres Auge auf Bosch zu haben. Am Abend des 14. Januar verlässt Bosch jedoch das LAPD, indem er seinen Polizeiausweis und seine Dienstwaffe in seinem Schreibtisch einsperrt und den Schlüssel auf Lt. Billets Schreibtisch liegen lässt.
Anmerkung
1. ↑  Zu den Diensträngen in der Polizei von Los Angeles siehe Los Angeles Police Department.

## Verfilmung
Die Handlung der ersten Staffel der von Amazon Studios produzierten Krimiserie Bosch aus den Jahren 2014/15 basiert im Wesentlichen auf „Kein Engel so rein“.

## Querbezüge
Bei der Beerdigung von Julia Brasher trifft Harry Bosch Dr. Carmen Hinojos, eine Psychologin des LAPD. In Der letzte Coyote war Harry Bosch von seinen Vorgesetzten dazu „verdonnert“ worden, regelmäßige Sitzungen bei Dr. Honojos zu besuchen, die sich entgegen Boschs Vorurteil als empathische Gesprächspartnerin erwies.

## Rezeption
Kirkus Review zieht als Fazit, dass es sich bei „City of Bones“ (Originaltitel) um einen „Knochen“ handele, „den loyalen Anhängern hingeworfen, während sie auf einen anderen Fall warten, der mit ‚Dunkler als die Nacht‘ mithalten kann.“ Mehr Lob erntet der Roman in der Rezension in Publishers Weekly, in der „Bosch in Höchstform“ gesehen wird. Ganz im Gegensatz zu Kirkus Review findet der Rezensent der Los Angeles Times ‚Kein Engel so rein‘ sei dem Vorgängerroman ‚Dunkler als die Nacht‘ weit überlegen und sieht Bosch als „glaubhafte Inkarnation von Chandlers modernem Ritter“.
Die Krimicouch vermisst ein bisschen die rauen Seiten von Harry Bosch in diesem Roman, kommt aber insgesamt zum Urteil: „‚Kein Engel so rein‘ (wesentlich besser und vom Verfasser auch begründet ist übrigens der Originaltitel ‚Stadt der Knochen‘) kann nicht jede Betroffenheitsfalle vermeiden, gewinnt seinem Thema auch keine neuen Seiten ab. Was bleibt, ist zwar keineswegs der beste Bosch-Roman, aber ein sauber konstruierter Thriller, der über die gesamte Distanz unterhält.“

## Ausgaben
- Michael Connelly: City of Bones. Warner Books, 2002 ISBN 0-316-15405-9
- Michael Connelly: Kein Engel so rein. Aus dem Amerikanischen von Sepp Leeb. Heyne, München 2003, ISBN 978-3-453-87417-6; als TB: dto., Heyne, München 2004, ISBN 978-3-453-43002-0
- Michael Connelly: Kein Engel so rein. Aus dem Amerikanischen von Sepp Leeb. Heyne, München 2009, ISBN 978-3-453-72235-4
- Michael Connelly: Kein Engel so rein : Harry Boschs 8. Fall. Aus dem Amerikanischen von Sepp Leeb. Knaur eBook, München 2014, ISBN 978-3-426-42585-5